# العلاقات الإسرائيلية الكونغوية
العلاقات الإسرائيلية الكونغولية هي العلاقات الثنائية التي تجمع بين إسرائيل وجمهورية الكونغو.

## مقارنة بين البلدين
هذه مقارنة عامة ومرجعية للدولتين:
| وجه المقارنة                                              | إسرائيل                                                             | [[تصنيف:صفحات تستخدم رمز علم غير موجود\|]] جمهورية الكونغو |
| --------------------------------------------------------- | ------------------------------------------------------------------- | ---------------------------------------------------------- |
| المساحة (كم2)                                             | 20.77 ألف                                                           | 342.00 ألف                                                 |
| عدد السكان (نسمة)                                         | 8.89 مليون                                                          | 5.26 مليون                                                 |
| الكثافة السكانية (ن./كم²)                                 | 428.02                                                              | 15.38                                                      |
| العاصمة                                                   | القدس                                                               | برازافيل                                                   |
| اللغة الرسمية                                             | اللغة العبرية، اللغة العربية                                        | لغة فرنسية                                                 |
| العملة                                                    | شيكل إسرائيلي جديد، شيكل إسرائيلي قديم، جنيه فلسطيني، جنيه إسرائيلي | فرنك وسط أفريقي                                            |
| الناتج المحلي الإجمالي (بليون دولار)                      | 350.85 مليار                                                        | 8.72 مليار                                                 |
| الناتج المحلي الإجمالي (تعادل القوة الشرائية) بليون دولار | 306.51 مليار                                                        | 29.48 مليار                                                |
| الناتج المحلي الإجمالي الاسمي للفرد دولار أمريكي          | 35.73 ألف                                                           | 1.85 ألف                                                   |
| الناتج المحلي الإجمالي للفرد دولار أمريكي                 | 36.58 ألف                                                           |                                                            |
| مؤشر التنمية البشرية                                      | 0.899                                                               | 0.591                                                      |
| رمز المكالمات الدولي                                      | +972                                                                | +242                                                       |
| رمز الإنترنت                                              | .il                                                                 | .cg                                                        |
| المنطقة الزمنية                                           | توقيت إسرائيل، Israel Summer Time ‏                                  | ت ع م+01:00                                                |

## منظمات دولية مشتركة
يشترك البلدان في عضوية مجموعة من المنظمات الدولية، منها:
| علم المنظمة | اسم المنظمة                               | تاريخ انضمام إسرائيل | تاريخ انضمام جمهورية الكونغو |
| ----------- | ----------------------------------------- | -------------------- | ---------------------------- |
|             | مؤسسة التنمية الدولية                     | 22 ديسمبر 1960       | 8 نوفمبر 1963                |
|             | الأمم المتحدة                             | 11 مايو 1949         | 20 سبتمبر 1960               |
|             | منظمة التجارة العالمية                    | 21 أبريل 1995        | ?                            |
|             | منظمة الشرطة الجنائية الدولية             | ?                    | ?                            |
|             | المركز الدولي لتسوية المنازعات الاستشارية | 22 يوليو 1983        | 14 أكتوبر 1966               |
|             | الفريق المعني برصد الأرض                  | ?                    | ?                            |
|             | البنك الدولي للإنشاء والتعمير             | 12 يوليو 1954        | 10 يوليو 1963                |
|             | مؤسسة التمويل الدولية                     | 26 سبتمبر 1956       | 1 أكتوبر 1980                |
|             | وكالة ضمان الاستثمار متعدد الأطراف        | 21 مايو 1992         | 16 أكتوبر 1991               |
|             | يونسكو                                    | 16 سبتمبر 1949       | 24 أكتوبر 1960               |

## وصلات خارجية
- موقع وزارة الخارجية الإسرائيلية